# Consejo Fiscal del Perú
El Consejo Fiscal del Perú (CFP) es una institución autónoma peruana creada en 2013 por la Ley n. 30099.
El Consejo Fiscal es una comisión autónoma y técnica del sector público peruano, que fortalece la transparencia e institucionalidad de las finanzas públicas, a través del análisis y seguimiento de las políticas fiscales, su consistencia con el ciclo económico y la sostenibilidad fiscal.
El Consejo Fiscal emite opinión no vinculante a través de informes, en las siguientes materias:
- La modificación y el cumplimiento de las reglas macrofiscales y de las reglas fiscales de los Gobiernos Regionales y Gobiernos locales.
- Las proyecciones macroeconómicas contempladas en el Marco Macroeconómico Multianual.
- La evolución de las finanzas públicas de corto, mediano y largo plazo.
- La metodología para el cálculo del resultado fiscal estructural.

El Consejo Fiscal está integrado por no menos de tres (3) miembros designados a propuesta y contando con el refrendo del Ministro de Economía y Finanzas. Los miembros del Consejo Fiscal deben ser personas de reconocida solvencia moral, con experiencia profesional no menor a diez (10) años en materia macroeconómica y/o fiscal o afines, en el sector público o en el sector privado o en ambos.
En la actualidad el Consejo Fiscal está conformado por :
- Carlos Oliva Neyra, quien lo preside.
- Carolina Trivelli Ávila
- Javier Escobal D’Angelo
- Eduardo Morón Pastor
- Gabriel Rodríguez Briones